# Реки Словакии
Словакия, будучи страной, не имеющей выхода к морю и расположенной в самом сердце Центральной Европы, обладает уникальной гидрографической системой, которая формирует её ландшафт и играет ключевую роль в жизни страны. Общая протяженность рек и каналов на территории страны достигает внушительных 44 943 километров, создавая разветвленную сеть водных путей. Среди них Дунай, Ваг и Грон выделяются как наиболее значимые водные артерии, определяющие гидрологический облик страны.

Карта Словакии с некоторыми реками и городами на них

## Общая характеристика

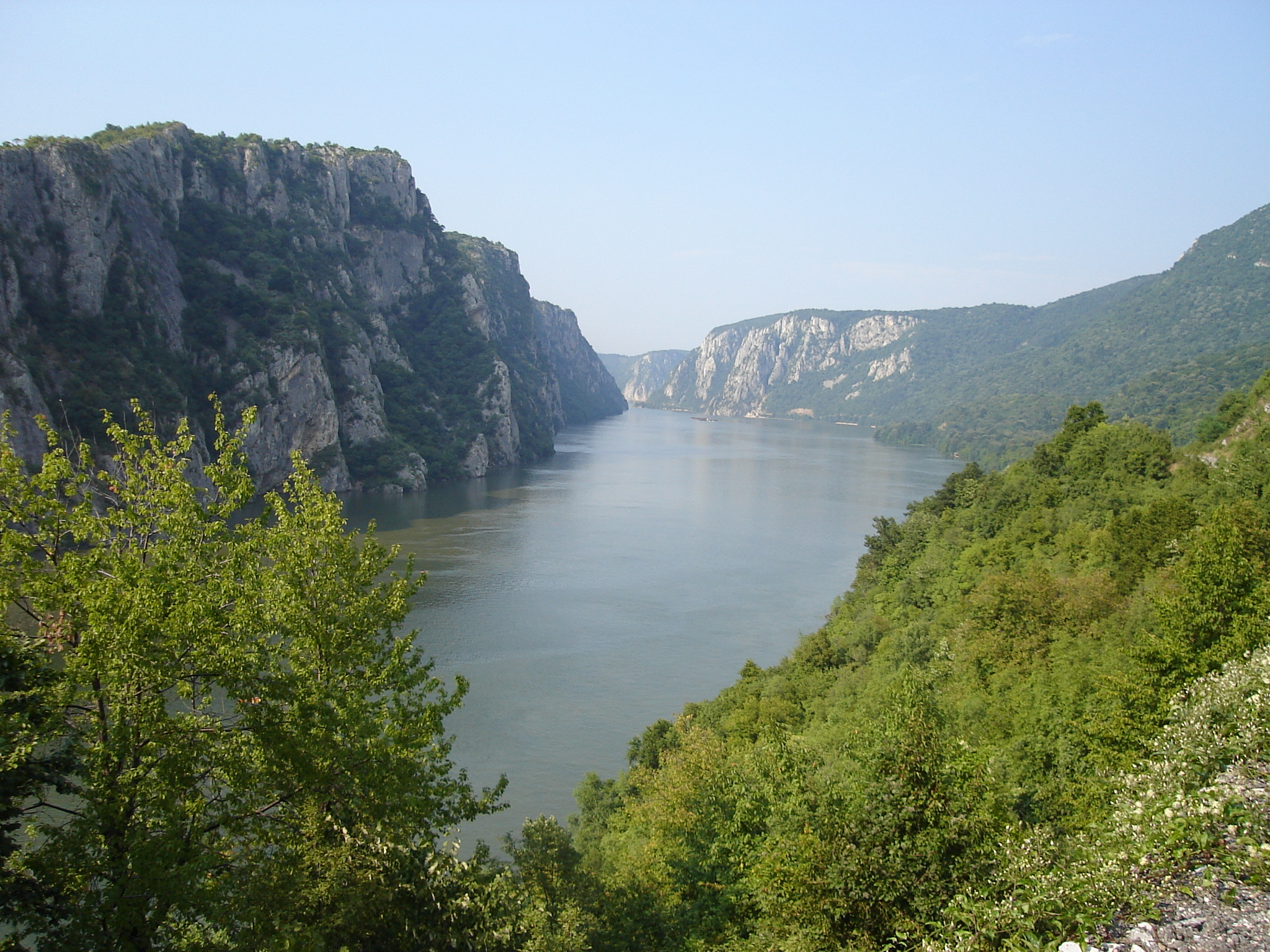
Железные Врата (ущелье) на реке Дунай

Водные ресурсы Словакии характеризуются определенной спецификой. Потенциал собственных водных источников оценивается примерно в 400 кубических метров в секунду, однако общий водоток, проходящий через территорию страны, значительно выше и составляет около 3300 кубических метров в секунду. Эта разница обусловлена тем, что подавляющая часть поверхностных вод Словакии — около 88% — поступает из соседних государств, таких как Австрия, Чехия и Украина. Лишь небольшая доля, примерно 12-14% от общего объема, берет свое начало непосредственно на словацкой территории.
Такая высокая гидрологическая зависимость от трансграничных водных ресурсов является фундаментальной характеристикой водной системы Словакии. Это обстоятельство подчеркивает критическую важность международного сотрудничества в области управления водными ресурсами. Устойчивость водоснабжения и водная безопасность страны напрямую зависят от эффективных механизмов взаимодействия с соседними государствами. В условиях изменения климата, которое может влиять на количество осадков и сток рек, а также при усилении водопользования в странах верховья, необходимость тщательно проработанных и совместно согласованных международных соглашений, таких как Конвенция по охране и использованию трансграничных водотоков, становится особенно очевидной. Эти механизмы имеют решающее значение для обеспечения стабильности и устойчивости водных ресурсов Словакии в долгосрочной перспективе.

## Водосборные бассейны

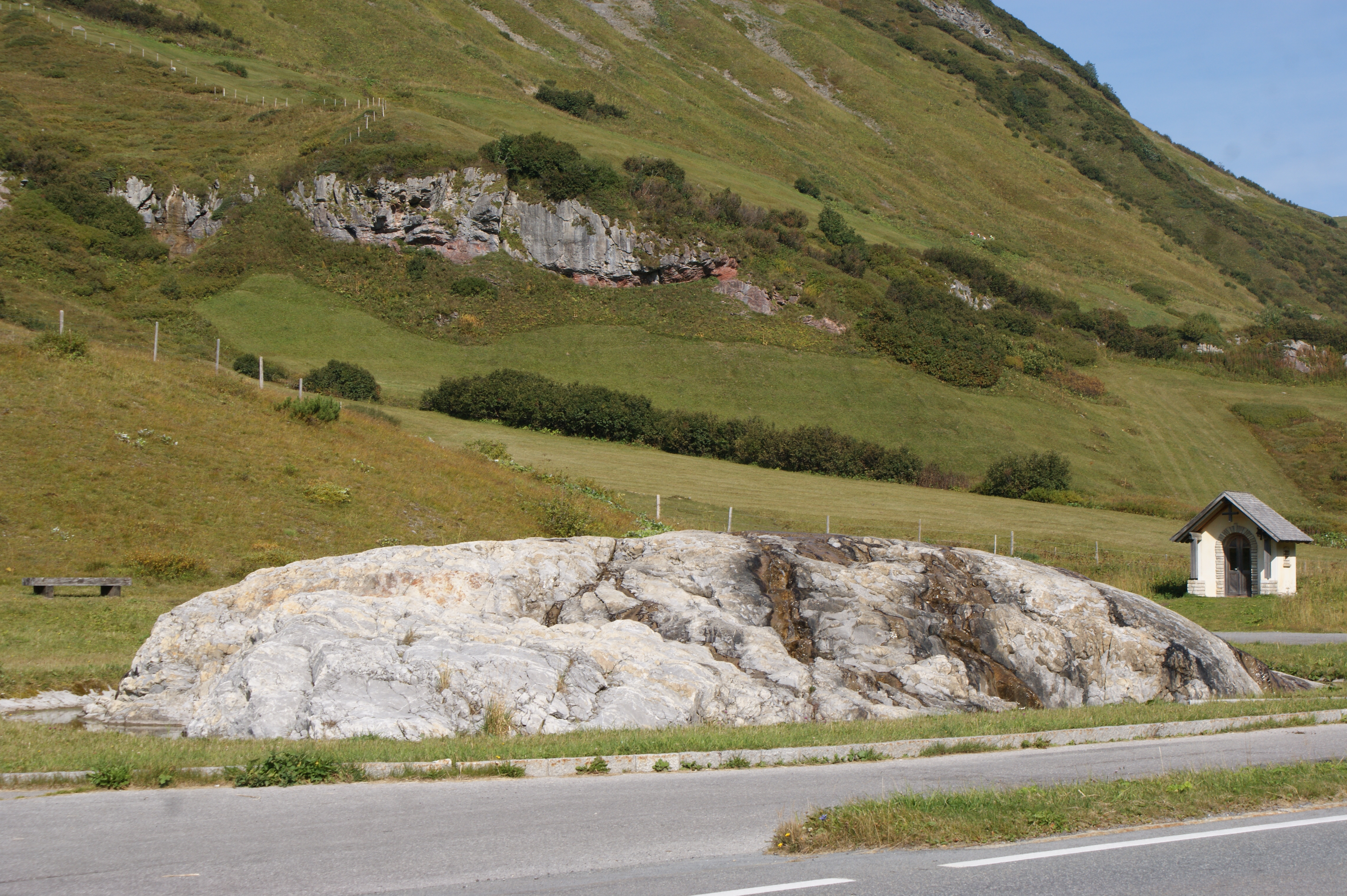
Европейский водораздел между Дунаем (Чёрное море) и Рейном (Северное море)

Гидрографическая система Словакии уникальным образом разделена Главным Европейским водоразделом, который проходит по северной границе Карпатских гор. Этот водораздел определяет принадлежность словацких рек к двум крупным водосборным бассейнам: Черного моря и Балтийского моря.
Подавляющее большинство рек Словакии, охватывающее 96% территории страны, относится к бассейну Черного моря. Основной водной артерией этого бассейна является река Дунай, в которую впадают многочисленные притоки, формирующие обширную речную сеть Словакии. Внутри бассейна Черного моря выделяются три основных речных подбассейна: Моравы, Дуная и Тисы. Значительно меньшая часть территории Словакии, всего около 4%, относится к бассейну Балтийского моря. Реки этого бассейна, такие как Дунаец и Попрад, текут на север и впадают в реку Вислу на территории Польши, которая, в свою очередь, несет свои воды в Балтийское море. Примечательно, что Попрад является единственной рекой Словакии, которая относится к бассейну Балтийского моря.
Доминирование Дунайского бассейна в гидрологической системе Словакии имеет глубокие последствия для страны. Тот факт, что 96% территории Словакии дренируется в Черное море через Дунай, в то время как лишь 4% относится к бассейну Балтийского моря, указывает на явное гидрологическое превосходство Дуная. Это означает, что большая часть гидрологических, экологических и экономических процессов в Словакии тесно связана с Дунаем и его притоками. Управление водными ресурсами, меры по предотвращению наводнений, развитие внутреннего судоходства и гидроэнергетики в основном сосредоточены на Дунайском бассейне. Кроме того, любые экологические проблемы, возникающие в Дунае, например, загрязнение, будут иметь гораздо более широкое и значительное влияние на Словакию, чем проблемы в бассейне Балтийского моря. Это обстоятельство требует приоритетного внимания к трансграничному сотрудничеству в рамках Дунайской водной политики для обеспечения экологической устойчивости и экономической стабильности.
| Река    | Длина (общая), км | Длина в Словакии, км   | Площадь бассейна, км² | Исток                                                | Устье                        | Крупные города на реке (в Словакии)                                                         | Примечания                                                      |
| ------- | ----------------- | ---------------------- | --------------------- | ---------------------------------------------------- | ---------------------------- | ------------------------------------------------------------------------------------------- | --------------------------------------------------------------- |
| Дунай   | 2850              | 172                    | 817 000               | Шварцвальд (Германия)                                | Чёрное море                  | Братислава                                                                                  | Важнейшая международная водная артерия                          |
| Ваг     | 433               | 433                    | 19 600                | Слияние Белого и Чёрного Вага (Высокие/Низкие Татры) | Дунай                        | Жилина, Тренчин, Пьештяны, Комарно, Сеница, Липтовски-Микулаш, Нове-Место-над-Вагом, Середь | Самая длинная река Словакии                                     |
| Грон    | 276               | 276                    | 5 465                 | Кралёва-Голя (Низкие Татры)                          | Дунай                        | Банска-Бистрица, Брезно, Жьяр-над-Гроном, Левице                                            | Вторая по длине река Словакии                                   |
| Ондава  | 146               | 146                    | 3 400                 | Ондавска Врховина (Низкие Бескиды)                   | Бодрог (слияние с Латорицей) | Свидник, Стропков                                                                           |                                                                 |
| Лаборец | 129               | 129                    | 4 522                 | Низкие Бескиды                                       | Латорица                     | Медзилаборце, Гуменне                                                                       |                                                                 |
| Ториса  | 129               | 129                    | 1 349                 | Левочске Врхи                                        | Горнад                       | Липаны, Сабинов, Прешов                                                                     |                                                                 |
| Ипель   | 199,69            | 199,69                 | 5 151                 | Вепорске Врхи                                        | Дунай                        | Шаги, Полтарь                                                                               | Образует часть границы с Венгрией                               |
| Морава  | 388               | Частично граница       | 26 600                | Кралицки Снежник (Чехия)                             | Дунай                        | Голич, Девин (Братислава)                                                                   | Образует часть границы с Австрией и Чехией                      |
| Попрад  | 167               | 100 (частично граница) | 1 889                 | Высокие Татры                                        | Дунаец (Польша)              | Попрад                                                                                      | Единственная крупная река Словакии, впадающая в Балтийское море |
| Горнад  | 286               | 286                    | 5 500                 | Кралёва-Голя (Низкие Татры)                          | Шаё (Венгрия)                | Спишска-Нова-Вес, Кошице, Кромпахи                                                          | Протекает через Словацкий Рай                                   |

## Крупнейшие реки

### Дунай
Дунай является второй по длине рекой в Европе, протяженность которой составляет 2850 км, и обладает вторым по величине водосборным бассейном после Волги, охватывающим 817 000 км² и проходящим через 19 стран. В пределах Словакии Дунай протекает на протяжении 172 км, образуя короткий участок границы с Австрией, проходя через столицу Братиславу, а затем формируя границу с Венгрией.
Исток Дуная находится в Германии, где он образуется при слиянии рек Бригах и Брег на высоте 678 м над уровнем моря. Река впадает в Черное море на территории Румынии и Украины, образуя обширную дельту. Важными притоками Дуная на территории Словакии являются Морава, Ваг, Грон, Ипель и Тиса. Особое значение имеет Малый Дунай, который формирует крупнейший речной остров в Европе — Житный остров (Great Rye Island). Братислава, столица Словакии, является одним из ключевых городов, расположенных на берегах Дуная.

### Ваг
Ваг — самая длинная река, полностью протекающая по территории Словакии, её длина составляет 433 км. Площадь водосборного бассейна Вага достигает 19 600 км², а среднегодовой расход воды составляет 152 м³/с. Река образуется при слиянии Белого Вага, берущего начало в Высоких Татрах у пика Кривань, и Черного Вага, исток которого находится в Низких Татрах у подножия Кралёвой Горы. Это слияние происходит у деревни Кралёва-Легота, недалеко от Липтовски-Микулаша, на высоте 664 м. Ваг впадает в Дунай у города Комарно.
Река протекает по северной и западной частям Словакии. В верхнем и среднем течении Ваг характеризуется горным характером, а ниже города Нове-Место-над-Вагом входит в Среднедунайскую низменность. Ваг протекает через Жилинский, Тренчинский, Трнавский и Нитранский края. Среди городов, расположенных на его берегах, помимо упомянутых, стоит отметить Середь, до которого река является судоходной. Основные притоки Вага включают Нитру, Малый Дунай, Кисуцу, Турьец, Ораву, Ревуцу и Райчанку.
Ваг играет ключевую роль в энергетическом секторе Словакии, поскольку преимущественно используется для гидроэнергетики. Его значение как энергетической артерии страны заключается в том, что он, наряду с притоком Орава, способствует развитию возобновляемых источников энергии и снижению зависимости от ископаемого топлива. Это соответствует национальным и европейским целям устойчивого развития. Однако интенсивное использование реки для гидроэнергетики также сопряжено с потенциальными экологическими последствиями, такими как изменение естественного гидрологического режима, фрагментация среды обитания водных организмов и возможное влияние на миграцию рыб. Это требует комплексного управления водными ресурсами и принятия мер по смягчению негативного воздействия, чтобы обеспечить баланс между энергетическими потребностями и сохранением природной среды.

### Грон
Грон является второй по длине рекой Словакии, левым притоком Дуная. Её длина составляет 276 км. Площадь водосборного бассейна Грона охватывает 5465 км², что составляет примерно 11% от общей территории Словакии. Исток реки расположен у Кралёвой Горы в Низких Татрах, а впадает она в Дунай. Грон протекает через Банска-Бистрицкий и Нитранский края.
На берегах Грона расположены такие города, как Брезно, Банска-Бистрица, Жьяр-над-Гроном, Жарновица, Нова-Баня, Тлмаче, Левице, Жельезовце и Коларово. К основным притокам Грона относятся Париш, Сикеница и Слатина. В истории река Грон имела важное экономическое значение: с XVII века до 1930-х годов она активно использовалась для перевозки шерсти.

### Попрад
Река Попрад протекает по территории Словакии (Прешовский край) и Польши (Малопольское воеводство), являясь правым притоком Дунайца. Общая длина реки составляет 167 км, из которых 100 км приходится на Словакию, 31,1 км — на словацко-польскую границу, и 30,7 км — на Польшу. Площадь водосборного бассейна Попрада составляет 1889,2 км², из которых 1594,1 км² находятся в Словакии. Среднегодовой расход воды достигает 22,3 м³/с. Исток реки расположен в Высоких Татрах, где она образуется при слиянии ручьёв Hincov potok и Ľadový potok, на высоте 1302,8 м. Попрад впадает в реку Дунаец в районе польского города Новы-Сонч. Одной из ключевых особенностей Попрада является то, что это единственная река Словакии, относящаяся к бассейну Балтийского моря. Река протекает через город Попрад в Словакии. Среди её притоков выделяется Велицки-Поток, берущий начало северо-западнее озера Велицке-Плесо.

### Морава
Морава — левый приток Дуная, который в своем нижнем течении образует границу между Словакией и Австрией. Длина реки составляет 388 км, а площадь её водосборного бассейна достигает 26 600 км². Исток Моравы находится на горе Кралицки-Снежник в Чехии. Река впадает в Дунай близ словацкого Девина, который теперь является частью Братиславы. На территории Словакии Морава протекает через регионы Трнавский и Братиславский края, а на её берегах расположены города Девин (Братислава) и Голич. Основные притоки Моравы включают Бечву, Дие, Гану, Мияву и Рудаву. Воды Моравы активно используются для орошения, а на реке построены гидроэлектростанции.

### Ипель
Ипель, также известный как Ипой, — река, протекающая по территории Словакии (Банска-Бистрицкий и Нитранский края) и Венгрии, причем часть её русла служит государственной границей между двумя странами. Длина реки составляет 199,69 км, а площадь её водосборного бассейна — 5151,044 км². Исток Ипеля находится у деревни Лом-над-Римавицоу в горном массиве Вепорске-Врхи, на высоте около 1000 м. Река впадает в Дунай. На берегах Ипеля расположены города Шаги и Полтар. Среди основных притоков Ипеля выделяются Кртиш, Крупиница, Суха, Тисовник и Штьявница.

### Горнад

Карта Словакии с помеченной рекой Горнад и водоразделом

Горнад — река, протекающая по территории Словакии и Венгрии, являющаяся притоком Шайо. Длина реки составляет 286 км, а площадь её водосборного бассейна — 5500 км². Исток Горнада находится в Низких Татрах у подножия горы Кралёва-Голя. Река впадает в Шайо у венгерского города Мишкольц. На Горнаде расположены словацкие города Кромпахи, Спишске-Влахи, Спишска-Нова-Вес и Кошице. Главные притоки Горнада включают Гнилец, Ольшаву, Свинку и Торису. На реке функционирует несколько гидроэлектростанций. Горнад также протекает по территории живописного национального парка Словацкий Рай, что подчеркивает его природную ценность.

### Ондава
Ондава — река в восточной Словакии, правый приток Бодрога. Её длина составляет 146 км , а площадь водосборного бассейна — около 3400 км². Исток Ондавы расположен в Ондавской возвышенности на южных склонах Низких Бескид. Река сливается с Латорицей, образуя реку Бодрог. На берегах Ондавы расположены города Свидник и Стропков. В верховьях реки находится крупное водохранилище Большая Домаша, а также гидроэлектростанция. Нижнее течение Ондавы является судоходным круглый год.

### Лаборец
Лаборец — река в восточной Словакии, протекающая через Прешовский и Кошицкий края. Её длина составляет 129 км, площадь водосборного бассейна — 4522 км², а средний расход воды — 54,5 м³/с. Исток Лаборца находится в Низких Бескидах на высоте 682 м над уровнем моря. Река впадает в Латорицу. На Лаборце расположены города Медзилаборце и Гуменне. Близ города Михаловце на реке находится водохранилище Земплинская Ширава.

### Ториса
Ториса — река, протекающая по восточной Словакии, через Прешовский и Кошицкий края. Длина реки составляет 129 км, а площадь её водосборного бассейна — 1349 км².  Средний расход воды Торисы составляет 8,2 м³/с.  Исток реки находится в массиве Левочске-Врхи, на горе Шкапова.  Ториса впадает в Горнад у деревни Нижна Гутка. Крупнейшим притоком Торисы является Секчов. Река протекает через города Липаны, Сабинов, Вельки Шариш и Прешов. Долина Торисы известна своими буковыми и дубовыми лесами, а сама река популярна среди любителей водного туризма.

## Гидрологические характеристики
Реки Словакии, особенно те, что берут начало на её территории, характеризуются относительно нестабильным режимом стока. Высокие расходы воды обычно наблюдаются в весенние месяцы, с марта по апрель, что обусловлено таянием снега. В горных районах, где снег тает медленнее из-за более высоких отметок, пик весеннего стока смещается на более поздние сроки по сравнению с равнинными реками. Период с низким уровнем воды приходится на летне-осенние месяцы, особенно с августа по октябрь, что является критическим периодом вегетационного сезона. В горных областях зимний период, с декабря по февраль, также характеризуется значительным снижением уровня воды. Снегопады в этот период не приводят к немедленному стоку из-за низких температур и частичного или полного замерзания водотоков. Сезонные колебания стока играют значительную роль в возникновении паводков. Для крупных словацких рек паводки, как правило, являются результатом весеннего снеготаяния (март-апрель) или продолжительных сильных дождей в летние месяцы (июль-август). На малых реках паводки вызываются кратковременными, но интенсивными ливнями и развиваются очень быстро. В городских районах многие крупные реки подверглись регулированию для защиты от наводнений. Что касается ледового режима, то реки Словакии в зимние месяцы могут покрываться льдом. Однако исследования показывают тенденцию к снижению частоты ледостава и изменению его структуры, что связано с потеплением зимних температур воздуха. Кроме того, наличие водохранилищ может влиять на образование льда, поскольку они нарушают естественную синхронизацию между температурой воздуха и воды в реке, а также задерживают подвижные формы льда из верхних частей водосбора. Словацкий гидрометеорологический институт (SHMÚ) является ключевой организацией, предоставляющей гидрологические и метеорологические услуги на национальном и международном уровнях.  Он осуществляет мониторинг количественных и качественных параметров воды, собирает, проверяет, интерпретирует и архивирует данные о состоянии и режиме водных объектов. SHMÚ также отвечает за создание и распространение гидрологических прогнозов и предупреждений об опасных гидрометеорологических явлениях.

## Экономическое значение
Гидроэнергетика является важной составляющей энергетического баланса страны. Гидроэлектростанции обеспечивают почти 30% текущего производства электроэнергии в Словакии. Река Ваг и её приток Орава играют первостепенную роль в гидроэнергетике. Кроме того, гидроэлектростанции построены на Дунае, Мораве, Горнаде и Ондаве.
Судоходство по Дунаю имеет стратегическое значение, связывая Словакию с Черным морем и обеспечивая важный транспортный коридор. Основная часть грузовых перевозок по Дунаю осуществляется в его среднем и нижнем течении. Управление всеми вопросами, связанными с судоходством, возложено на Дунайскую комиссию, расположенную в Будапеште. Внутри страны, река Ваг судоходна от устья до города Середь. Нижнее течение Ондавы также судоходно круглый год.
Водоснабжение в Словакии в значительной степени опирается на подземные воды, которые служат основным источником питьевой воды. Около 80% забираемых подземных вод используется для питьевого водоснабжения, 17% — для промышленности и около 3% — для сельского хозяйства. Поверхностные воды, хотя и используются для водоснабжения (около 10% забираемой воды), в основном предназначены для промышленных нужд (85%), и лишь 5% — для сельского хозяйства. Питьевое водоснабжение обеспечивается преимущественно за счет водохранилищ, а не напрямую из рек. В области очистки городских сточных вод Словакия демонстрирует высокие показатели: 94% городских сточных вод обрабатываются в соответствии с требованиями Директивы ЕС об очистке городских сточных вод, что выше среднего показателя по ЕС (75,9%).
Сельское хозяйство активно использует речные ресурсы. Преобладающим видом землепользования в Дунайском бассейне Словакии является сельское хозяйство, занимающее около 50% территории. Воды рек, таких как Морава, используются для орошения.
Туризм и рекреация также играют важную роль. Реки Словакии предлагают привлекательные возможности для водного туризма, включая рафтинг на Ваге, Дунайце и Гроне. Живописные речные долины и территории национальных парков, через которые протекают реки (например, Горнад в Словацком Раю, Попрад в Высоких Татрах, Ториса), привлекают туристов своей природной красотой и возможностями для активного отдыха.

## Экологическое значение
Словакия известна своим богатым природным наследием и высоким уровнем биоразнообразия, включая более 11 000 видов растений и почти 30 000 видов животных, что делает её важной горячей точкой биоразнообразия в Европе. Водные экосистемы, включая реки и водно-болотные угодья, играют ключевую роль в поддержании этого разнообразия, однако они являются одними из наиболее уязвимых к изменениям .
Загрязнение является одной из основных угроз для водных ресурсов Словакии. Состояние поверхностных вод классифицируется как удовлетворительное, но в некоторых районах, особенно в нижнем течении рек, фиксируется загрязнение биогенными элементами (азотом и фосфором). Это происходит из-за диффузного стока с сельскохозяйственных угодий и недостаточной очистки бытовых сточных вод. Промышленные выбросы и сельскохозяйственные практики, включая использование пестицидов и удобрений, способствуют закислению почв и вод, что негативно сказывается на выживаемости и размножении многих видов. Выбросы городских сточных вод значительно влияют на снижение качества воды в 14,8% речных водоемов.
Угрозы и меры по сохранению: Помимо загрязнения, биоразнообразию Словакии угрожают фрагментация среды обитания, вызванная строительством транспортной инфраструктуры, инвазивные виды (например, сом из Дуная), изменение климата, добыча полезных ископаемых, неустойчивые методы лесопопользования и нерегулируемый туризм. Неадекватное регулирование водотоков также нарушает гидрологические условия, угрожает прибрежной растительности и приводит к потере водно-болотных экосистем.  
Словакия активно занимается сохранением своего биоразнообразия. В стране действует развитая система особо охраняемых природных территорий (ООПТ), общая площадь которых по состоянию на 2021 год составляла 37,4% от сухопутной территории государства, что превышает средний показатель по ЕС. Эта система включает девять национальных парков (старейший из которых — Татранский национальный парк, основанный в 1949 году), четырнадцать охраняемых ландшафтных областей и многочисленные национальные природные заповедники. Значительная часть словацких ООПТ интегрирована в общеевропейскую экологическую сеть Natura 2000, направленную на сохранение исчезающих видов и биотопов.  
Для защиты биоразнообразия Словакия реализует Национальную стратегию по сохранению биоразнообразия, которая определяет цели и руководящие принципы. Предпринимаются усилия по расширению площади охраняемых территорий с целью охвата 36% территории страны. Внедряются меры по смягчению воздействия инвазивных чужеродных видов, сокращению сельскохозяйственного и промышленного загрязнения, а также по продвижению экологического образования и осведомленности. Поддерживаются устойчивые методы землепользования, такие как контролируемый выпас скота и ответственное лесопользование. Законодательство и финансирование из государственного бюджета, Экологического фонда и фондов ЕС также способствуют защите биоразнообразия. Несмотря на значительный прогресс, остаются вызовы в координации и последовательности различных стратегий и плановых документов. 